# انتباذ القلب
انتباذ القلب (باللاتينية Ectopia cordis بمعنى: «خارج/بعيد» + «قلب») هو عيب خلقي يقع فيه القلب في حالةٍ شاذة خارج الصدر إما جزئيًا أو كليًا. قد يتواجد القلب المنتبَذ على امتداد سلسلةٍ من المواقع التشريحية مثل العُنق أو الصدر أو البطن. يبرُز القلب في أغلب الحالات خارج الصدر عظمة القص المنقسمة.

## علم الأوبئة
يحدث انتباذ للقلب في حوالي 5.5 إلى 7.9 بين كل مليون مولود. يتم تصنيف انتباذ القلب تبعًا لموقع القلب المنتبذ كالآتي:
- عنقي
- صدري
- صدري بطني
- بطني

يمثل انتباذ القلب الصدري والصدري البطني الأغلبية العظمى من الحالات المعروفة.

## علم الأمراض
ينتج انتباذ القلب عن فشل في نضج الأديم المتوسط بشكل سليم وفشل في تكوين جدار الجسم البطني خلال عملية التطور الجنيني. يبقى السبب الدقيق لانتباذ القلب غير معروف، ولكن يُعتقد أن حالات الشذوذ في ثنيات جدار الجسم الجانبية له علاقة بالموضوع. عادةً ما تكون جدران الجسم الجانبية مسؤولةً عن انصهار الأديم المتوسط مما يُشكل جدارًا بطنيًا. وربما يفسر فشلُ هذه العملية حدوثَ انتباذ القلب.
يؤدي الخلل في تشكيل جدار الجسم البطني إلى بقاء القلب دون حماية التأمور أوعظم القص أو الجلد. وربما تتشكل بعض الأعضاء الأخرى خارج الجلد أيضًا. ترتبط الكثير من حالات انتباذ القلب بمرضٍ قلبي خلقي يفشل فيه القلب في أن يتشكل بطريقة سليمة.
العيوب الشائعة المرتبطة بانتباذ القلب هي:
- العيوب داخل القلب
  - عيب الحاجز الأُذَيْنِيّ
  - عيب الحاجز البُطَيْنِيّ
  - رباعية فالو
  - رتق الصمام الثلاثي الشرف
  - البطين الأيمن ذو المخرجين
- العيوب الخلقية غير القلبية
  - خماسية كانتريل
  - الفتق السُرِّي
  - الفتق الحجابي الأمامي
  - الحنك المشقوق

## توقعات سير المرض
تعتمد توقعات سير مرض انتباذ القلب على التصنيف طبقًا لثلاثة عوامل وهي:
1. موقع العيب
  - عنقي
  - صدري
  - صدري بطني
  - بطني
2. مدى الإزاحة القلبية
3. وجود أو عدم العيوب داخل القلب

رجّحت بعض الدراسات أن هناك توقعاتٍ أفضل لسير المرض من خلال إجراء جراحة، وذلك في حالات الانتباذ الصدري البطني والحالات الأقل خطورةً من خماسية كانتريل. وبشكل عام، تتسم توقعات سير مرض انتباذ القلب بأنها سيئة؛ فأغلب الحالات تكون نتيجتها الوفاة بعد فترة قصيرة من الولادة نتيجةً للعدوى أو نقص الأكسجة أو الفشل القلبي.

## العلاج
نظرًا لنُدرة وسرعة وفاة حالات الانتباذ القلبي بعد الولادة، تم تطوير خياراتٍ علاجيةٍ محدودةٍ جدًا. نجحت الكثير من العمليات، لكن معدل الوفيات لا يزال مرتفعًا.